# Spilosoma nigricorna
Spilosoma nigricorna là một loài bướm đêm thuộc phân họ Arctiinae, họ Erebidae.